# Volby do Knesetu 2015
Volby do 20. Knesetu byly předčasné parlamentní volby, které se v Izraeli konaly 17. března 2015. Výrazně v nich uspěla strana Likud předsedy vlády Benjamina Netanjahua. Druhou nejsilnější formací se stal středolevý Sionistický tábor Jicchaka Herzoga.

## Cesta k volbám
Po volbách do Knesetu roku 2013 vznikla třetí vláda Benjamina Netanjahua. Tvořil ji pravicový blok Likud Jisra'el bejtenu (později rozdělený na dvě původní historické strany Likud a Jisra'el bejtenu), pravicová strana Židovský domov a dvě centristické formace Ješ atid a ha-Tnu'a. Předsedou vlády se stal Benjamin Netanjahu z Likudu, předseda strany Ješ atid Ja'ir Lapid se stal ministrem financí. V průběhu roku 2014 se vztahy mezi vládními stranami zhoršovaly. Pravicové a centristické subjekty se neshodovaly na otázkách souvisejících s vyjednáváním s Palestinci, otázkami íránského jaderného programu, vztahy s USA, ekonomickou agendou nebo tématech začlenění ultraortodoxních Židů do izraelské společnosti.
Vládní krize se vyhrotila počátkem prosince 2014. V pondělí 1. prosince večer se Netanjahu a Lapid setkali s cílem vyřešit neshody. Týkaly se nesouhlasu strany Ješ atid s chystanou legislativou (navrhovanou Likudem), která měla definovat Izrael jako židovský stát. Dalším bodem sporu byl požadavek, odmítaný stranou Ješ atid, převést 6 miliard šekelů na rozpočet armády. Schůzka skončila bez výsledku a na tiskové konferenci Netanjahu ostře kritizoval ministra financí. Následujícího dne, 2. prosince, předseda vlády odvolal ministra Lapida a ministryni Cipi Livniovou (šéfku hnutí ha-Tnu'a) z vlády a vyhlásil úmysl přejít k předčasným volbám. Netanjahu svůj krok komentoval slovy: „Nebudu už tolerovat opozici uvnitř vlády. Nebudu tolerovat ministry, kteří zevnitř útočí na vládní politiku a osobu, která vede vládu.“ Strana Ješ atid reagovala prohlášením, podle kterého „Předseda vlády se rozhodl jednat bez ohledu na národní zájem a zavlekl Izrael do zbytečných voleb, které poškodí ekonomiku a izraelskou společnost; to vše kvůli úzkým politickým zájmům, které jsou kapitulací před ultraortodoxními stranami, mocným ústředním výborem Likudu a vnějšími lobistickými skupinami.“
Na základě dohody politických stran byly nové volby stanoveny v 1. parlamentním čtení, konaném ve středu 3. prosince, na 17. březen 2015. Definitivně rozhodl Kneset o svém rozpuštění a vypsání voleb 8. prosince 2014.

## Volební kampaň a přeskupování stranického spektra
Okamžitě po oznámení termínu nových voleb začalo na politické scéně přeskupování sil. Cipi Livniová oznámila, že její ha-Tnu'a utvoří společnou kandidátní listinu se Stranou práce (tato aliance, nazvaná Sionistický tábor, v některých průzkumech z prosince 2014 aspirovala na volební vítězství). Bývalý politik Likudu Moše Kachlon oznámil vytvoření nové strany nazvané Kulanu a ještě během prosince také bývalý předseda strany Šas Eli Jišaj vyhlásil založení vlastního politického subjektu, původně pod názvem ha-Am itanu, později kandidující jako Jachad.
K pohybu došlo i mezi izraelskými Araby. V roce 2014 totiž přijal Kneset úpravu volebního zákona, podle které byl práh pro vstup do parlamentu zvýšen z 2 % na 3,25 %. Čtyři dosavadní arabské politické strany Ra'am, Ta'al, Balad a Chadaš se proto v lednu 2015 spojily a utvořily koalici Sjednocená kandidátka.

## Průzkumy veřejného mínění
Průzkumy voličských preferencí pořízené bezprostředně po zveřejnění termínu předčasných voleb naznačovaly posílení pravice. Už koncem prosince se ale objevil trend posilování bloku Sionistický tábor, který se vyrovnával v podpoře Likudu. Výrazné změny proběhly v podpoře strany Jisra'el bejtenu, jejíž podpora se v důsledku korupčního skandálu, zahrnujícího několik významných představitelů této formace, výrazně snížila. Naopak strana Židovský domov zaznamenávala počátkem roku 2015 nárůst podpory. Koncem ledna ji ale poškodily zmatky okolo kandidatury bývalého fotbalisty Eliho Ochany, který měl být podle přání předsedy Naftaliho Bennetta zařazen na kandidátku, ale po nesouhlasu z řad části strany svou kandidaturu stáhl.
| Strana                                    | Chanel 10 (2.12.2014) | Chanel 2 (2.12.2014) | Rafi Smith (27.12.2014) | Panels Politics (26.1.2015) | Chanel 1 (13.3.2015) | původní počet poslanců počátkem roku 2015 |
| ----------------------------------------- | --------------------- | -------------------- | ----------------------- | --------------------------- | -------------------- | ----------------------------------------- |
| Likud                                     | 22                    | 22                   | 23                      | 23                          | 22                   | 18                                        |
| Židovský domov                            | 17                    | 17                   | 17                      | 15                          | 11                   | 11                                        |
| Sionistický tábor (Strana práce+ha-Tnu'a) | 13                    | 13                   | 23                      | 25                          | 25                   | 20                                        |
| Jisra'el bejtenu                          | 12                    | 10                   | 8                       | 6                           | 6                    | 13                                        |
| Kulanu                                    | 12                    | 10                   | 9                       | 8                           | 9                    | 2                                         |
| Ješ atid                                  | 9                     | 9                    | 8                       | 11                          | 12                   | 20                                        |
| arabské strany                            | 9                     | 11                   | 11                      | 12                          | 12                   | 11                                        |
| Sjednoc. judaismus Tóry                   | 8                     | 8                    | 7                       | 7                           | 7                    | 7                                         |
| Šas                                       | 7                     | 9                    | 8                       | 7                           | 8                    | 10                                        |
| Merec                                     | 7                     | 7                    | 6                       | 8                           | 4                    | 6                                         |
| ha-Tnu'a                                  | 4                     | 4                    | x-                      | x                           | x                    | 6                                         |
| Kadima                                    | -                     | -                    | -                       | -                           | -                    | 2                                         |
| ha-Am itanu (Jachad)                      | x                     | x                    | -                       | -                           | 4                    | 2                                         |
| celkem                                    | 120                   | 120                  | 120                     | 120                         | 120                  | 120                                       |

## Poslední dny kampaně
Průzkumy v posledním týdnu před volbami dávaly Sionistickému táboru setrvalý náskok několika mandátů. Netanjahu následně vystupňoval v posledních dnech kampaň, ve které varoval před reálnou možností, že pravice bude odstavena od vlády.
Poslední dny před hlasováním získávala kampaň výrazně bipolární charakter. 16. března oznámila Cipi Livniová, že nebude trvat na původní dohodě o rotaci premiérského křesla mezi ní a předsedou strany práce Jicchakem Herzogem. Sionistický tábor tím doufal přilákat další voliče, kterým osoba Livniové coby možné budoucí premiérky nevyhovovala. Netanjahu zase vyzval pravicové voliče, aby místo menších pravicových stran podpořili přímo jeho a Likud. Zároveň se krátce před volbami vyslovil proti zřízení palestinského státu a na podporu další bytové výstavby v izraelských osadách na Západním břehu Jordánu. Přímo v den voleb potom ještě Netanjahu varoval, že nevládní organizace organizují masový svoz arabských voličů k hlasovacím místnostem, aby se tak zvýšila volební podpora levice. Obě dominantní strany se zároveň vzájemně obviňovaly z toho, že jejich protivník panikaří.

## Výsledky
Večer 17. března 2015 byly zveřejněny exit polly. Podle nich nastal od posledního předvolebního průzkumu výrazný posun. Obě velké strany posílily na úkor menších stran na levici i na pravici. Exit polly tří nejvýznamnějších izraelských televizních stanic předpovídaly těsný souboj mezi Likudem a Sionistickým táborem. Stanice 1 a Stanice 10 předpovídala pro obě strany shodně 27 křesel, Stanice 2 očekávala těsné vítězství Likudu v poměru 28:27 mandátů. I tato parita mezi Likudem a Sionistickým táborem dávala větší šance na premiérský post Netanjahuovi. Když ovšem během noci ze 17. na 18. březen začaly přicházet reálné výsledky z jednotlivých volebních okrsků, ukázalo se, že Likud zaznamenal výrazné vítězství a o několik mandátů nečekaně porazil Sionistický tábor poměrem 30:24. Uspěla jednotná arabská kandidátka, etablovala se nová strana Kulanu. Účast v Knesetu si znovu zajistila strana Ješ atid (byť s poněkud menším početním ziskem. Značně se snížil volební zisk ultraortodoxních stran a práh pro vstup do parlamentu nepřekročila strana Jachad, za kterou stála část ultraortodoxní komunity.
Celkem bylo zvoleno 40 zákonodárců, kteří předtím v Knesetu nezasedali. Z nich poslanecký slib nakonec složilo 39. Ilan Šochat totiž mandát nepřevzal a místo něj se poslancem stal Robert Ilatov. Do parlamentu pronikl rekordní počet 28 ženských kandidátek, čímž byl opět posunut rekord z voleb v roce 2013, kdy jich bylo zvoleno 27. Zvolen byl rovněž historicky nejvyšší počet arabských poslanců, celkem jich ve 20. Knesetu usedlo 17 (z toho 13 na společné arabské kandidátce, ostatní za jiné, většinově židovské strany). Volební účast dosáhla 72,34 %, což bylo nejvyšší číslo od voleb v roce 1999. Nový Kneset se poprvé sešel 31. března 2015, kdy složili poslanci na ustavující schůzi slib.

### Celostátní výsledky voleb
- Počet hlasů
- Počet křesel

- Způsobilých voličů: 5 881 696
- Celková volební účast: 4 254 738 (volební účast 72,34 %)
- Neplatných hlasovacích lístků: 43 854
- Platných hlasovacích lístků: 4 210 884
- Práh (3,25 %):
- Hlasů na jedno křeslo:

| politické strany                                            | hlasů     | %     | mandátů | +/–   |
| ----------------------------------------------------------- | --------- | ----- | ------- | ----- |
| Likud                                                       | 985 408   | 23,40 | 30      | ▲ +10 |
| Sionistický tábor                                           | 786 313   | 18,67 | 24      | ▲ +3  |
| Sjednocená kandidátka                                       | 446 583   | 10,61 | 13      | ▲ +2  |
| Ješ atid                                                    | 371 602   | 8,82  | 11      | ▼ –8  |
| Kulanu                                                      | 315 360   | 7,49  | 10      | nová  |
| Židovský domov                                              | 283 910   | 6,74  | 8       | ▼ –3  |
| Šas                                                         | 241 613   | 5,74  | 7       | ▼ –4  |
| Jisra'el bejtenu                                            | 214 906   | 5,10  | 6       | ▼ –5  |
| Sjednocený judaismus Tóry - Agudat Jisra'el - Degel ha-Tora | 210 143   | 4,99  | 6       | ▼ –1  |
| Merec                                                       | 165 529   | 3,93  | 5       | ▼ –1  |
| Jachad                                                      | 125 158   | 2,97  | 0       | 0     |
| Ale jarok                                                   | 47 180    | 1,12  | 0       | 0     |
| Arabská kandidátka                                          | 4 301     | 0,10  | 0       | 0     |
| ha-Jerukim                                                  | 2 992     | 0,07  | 0       | 0     |
| Na nach                                                     | 2 493     | 0,06  | 0       | 0     |
| u-Bizchutan                                                 | 1 802     | 0,04  | 0       | 0     |
| Ostatní strany                                              |           |       | 0       | 0     |
| Celkem                                                      | 4 210 884 | 100%  | 120     |       |

### Výsledky voleb v největších městech
Pořadí prvních čtyř nejsilnějších stran a jejich procentní zisk.
- Jeruzalém - 1. Likud (24 %), 2. Sjednocený judaismus Tóry (21 %), 3. Šas (12 %), 4. Sionistický tábor (10 %)
- Tel Aviv - 1. Sionistický tábor (34 %), 2. Likud (18 %), 3. Merec (13 %), 4. Ješ atid (12 %)
- Haifa - 1. Sionistický tábor (25 %), 2. Likud (21 %), 3. Ješ atid (11 %), 4. Kulanu (8 %)
- Rišon le-Cijon 1. Likud (30 %), 2. Sionistický tábor (23 %), 3. Ješ atid (14 %), 4. Kulanu (11 %)